# Andrija Slavković
Andrija Slavković (in montenegrino Андрија Славковић; Berane, 15 febbraio 1999) è un cestista montenegrino.

## Carriera
Con il Montenegro ha disputato i Campionati mondiali del 2023.

## Palmarès

### Squadra
- Campionato montenegrino: 2

Budućnost: 2015-16, 2016-17
- Coppa del Montenegro: 2

Budućnost: 2016, 2017

### Individuale
- Quintetto ideale della Juniorska ABA Liga: 1

Budućnost: 2017-18